# Willisornis
Genre
Willisornis est un genre de passereaux de la famille des Thamnophilidae. Les deux espèces de ce genre se trouve en Amazonie.

## Liste d'espèces
Selon la classification de référence du Congrès ornithologique international (version 5.2, 2015) :
- Willisornis poecilinotus – Fourmilier zébré
- Willisornis vidua – Fourmilier du Xingu

Lorsque Willisornis poecilinotus et Willisornis vidua étaient réunies dans le même taxon, il portait le nom de Fourmilier zébré.